# Muskator-Werke

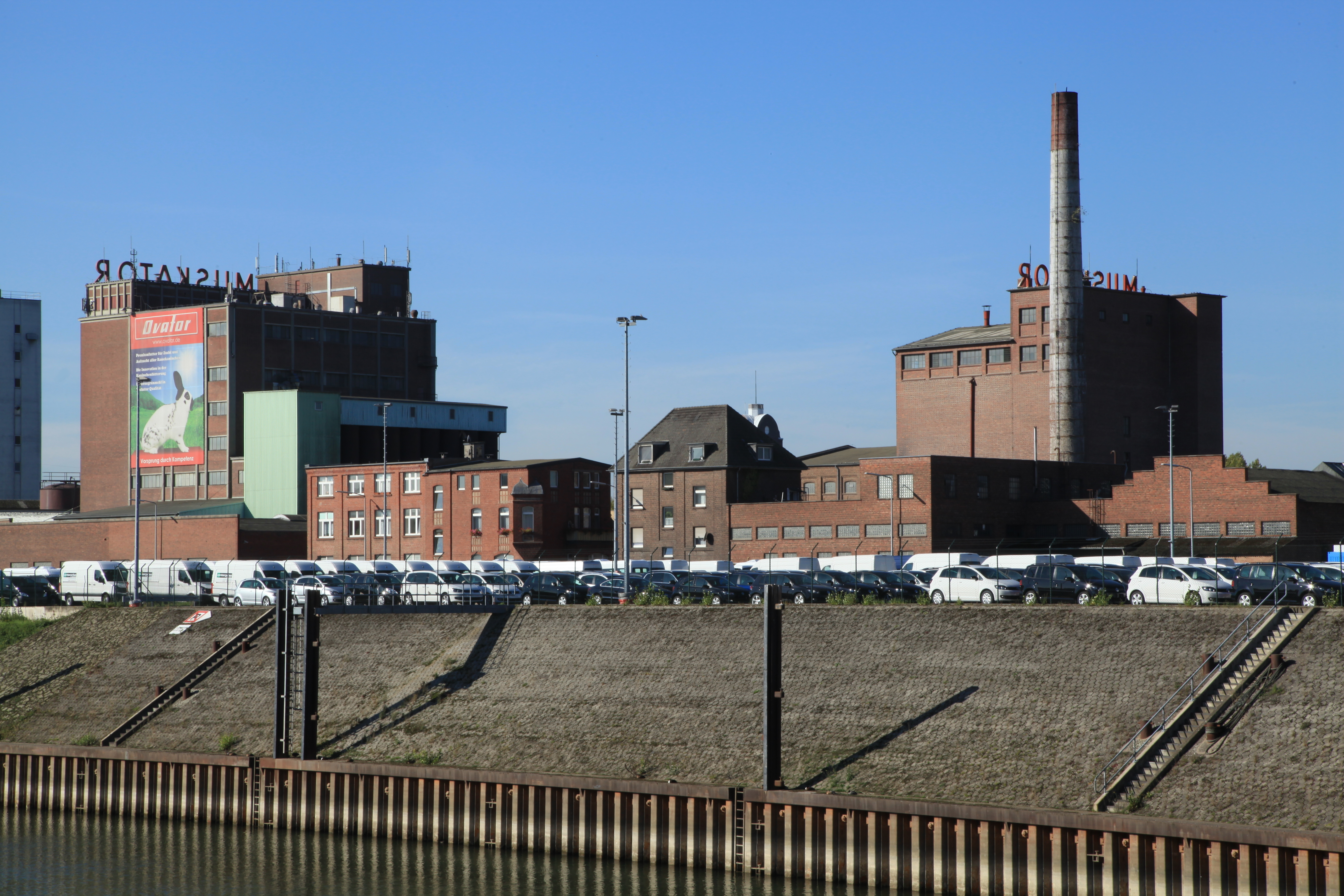
Muskator-Werk in Düsseldorf

Muskator war ein deutscher Hersteller von Mischfuttermitteln. Die Produktion lag zwischenzeitlich bei durchschnittlich ca. 550.000 Tonnen im Jahr. Als Marke für die Heimtierfuttersparte nutzte man den Namen Ovator. Außerdem wurde unter dem Markennamen Ovator PegaPlus Pferdefutter hergestellt. Am 7. März 2013 wurde das Insolvenzverfahren eröffnet. Der Betrieb wurde am 28. März 2013 eingestellt, weil die Gläubiger keine Chance auf Fortführung sahen.

## Geschichte

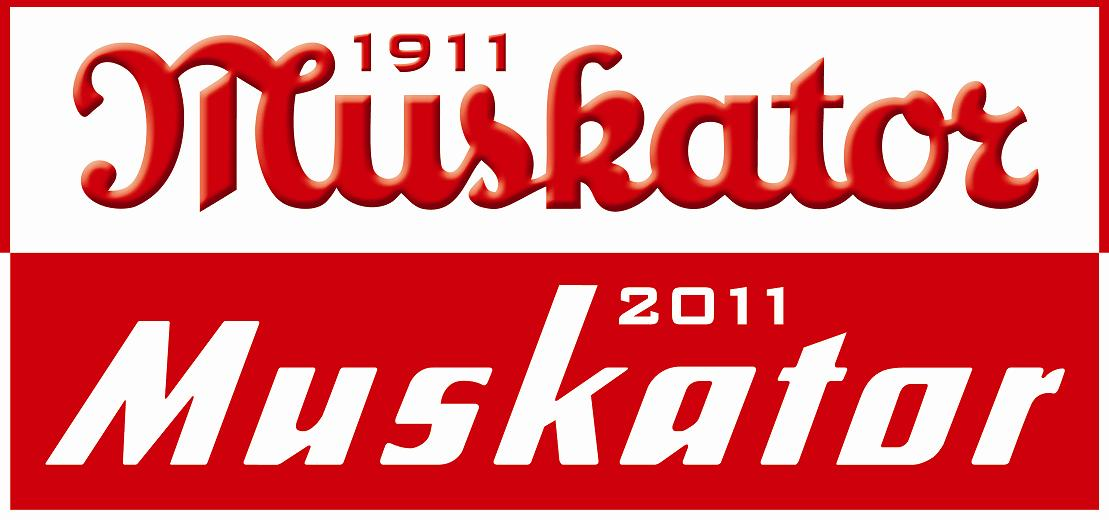
100-Jahre-Logo

Den Grundstein legte Hermann Schmidt, als er 1903 nahe Wuppertal in Radevormwald im kleinen Rahmen sein erstes Mischfutter produzierte.
Das Unternehmen Muskator wurde 1911 gegründet und hatte seinen Sitz im Düsseldorfer Hafen, wo sich auch die Deuka und Fortin ansiedelten. 1930 wurden die Westdeutschen Mühlenwerke GmbH und damit die Marke Ovator übernommen. Etwa 1962 entstand in Bamberg ein zweites Werk. 1966 folgte Mannheim, 1969 das Werk in Deggendorf. 1987 übernahmen zwei bisherige Mitarbeiter, u. a. Christian Barnewitz, das Unternehmen als Gesellschafter. 1990 wurden die sächsischen Muskator-Werke Tierernährung GmbH & Co. KG Riesa gegründet. Erst 1994 folgte der Zusammenschluss mit den anderen Werken. 2001 wurde nach dem Ausscheiden des zweiten bisherigen Gesellschafter-Geschäftsführers die Firmierung in Muskator-Werke GmbH geändert. Der Geschäftsführer Michael Moll erhielt alle Unternehmensanteile. Im März 2013 wurde der Betrieb eingestellt. Seitdem liegt das Gelände brach. Seit 2018 laufen offenbar Verhandlungen mit einem Investor.

## Futtermittel
Die Muskator-Werke vertrieben ihre Futterprodukte unter den drei Marken Muskator (Nutztiere), Ovator (Heimtiere) und PegaPlus (Pferde).

### Muskator
Legehennenfutter wurde bereits vor 1911 am Standort Radevormwald hergestellt. Mastgeflügelfutter wird am Mannheimer Standort über eine thermische Hygienisierungsanlage hergestellt, um die Gefahr von Salmonellen zu vermindern. Milchviehfutter wird nach drei verschiedenen Maßstäben produziert, um die Leistung der Milchkühe auf Basis der verschiedenen Konzepte beurteilen zu können:
- dem niederländischen DVE-System (darmverdauliches Eiweiß)
- dem deutschen nXP-System (nutzbares Rohprotein am Darm)
- optimiert auf Rohprotein.[8]

### Ovator
Ovator umfasst Vogelfutter, Brieftaubenfutter, Kaninchen- und Nagerfutter sowie Hunde- und Katzenfutter. Diese Produkte werden nicht selber hergestellt, da sich in diesen Futtern tierische Proteine befinden und ihre Verwendung unter anderem im Wiederkäuerfutter verboten ist. Fischfutter wird in den zwei Fischfuttergruppen Karpfenfutter (Standort Bamberg) und Forellenfutter vertrieben.

### PegaPlus
Nach der Neuauflage der Pferdefutter im Jahre 2008 unterteilen sich die Produkte in die Bereiche Müsli, Pellets und Beiprodukte. Alle Pferdefutter der Muskator-Werke werden unter dem Markennamen Ovator PegaPlus vertrieben.

## Standorte

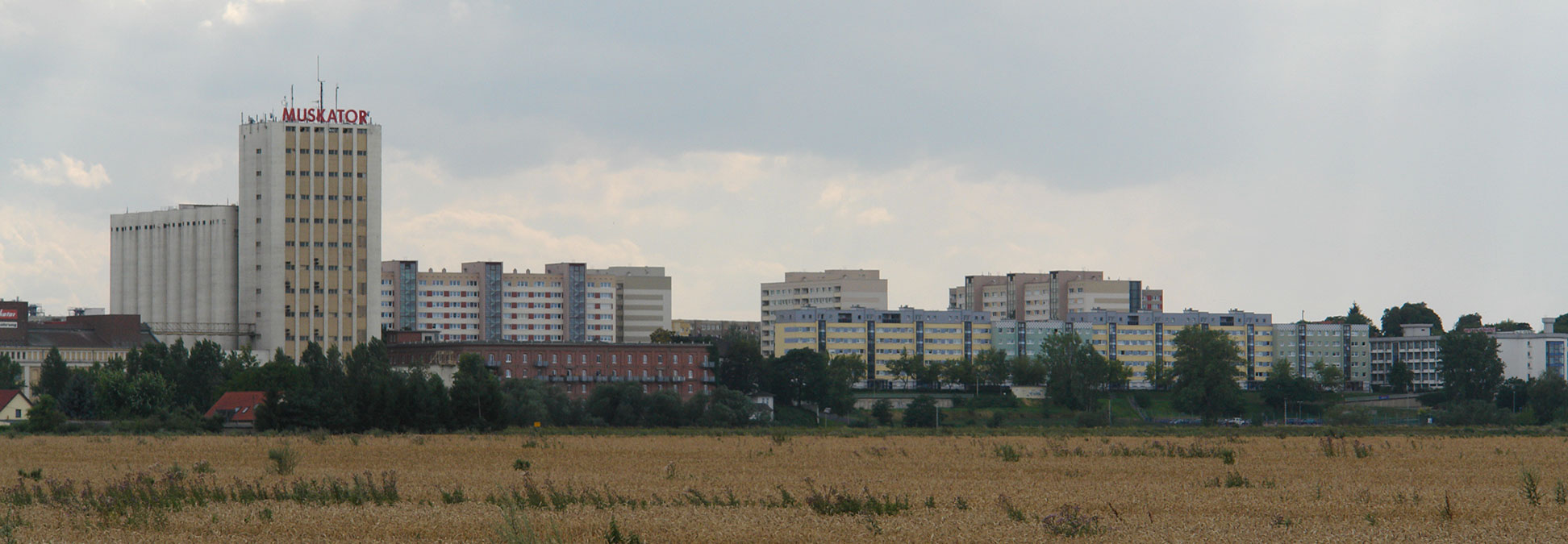
Das Mischfutterwerk in Riesa

Das Werk Düsseldorf war das älteste Werk und gleichzeitig der Firmensitz. Die Muskator-Werke wurden von hier aus zentral geleitet. Die Geschäftsleitung, die Verwaltung, der Einkauf, der Verkauf, die Produktentwicklung sowie das Marketing hatten hier ihren Sitz. Anfang 2013 zog die Verwaltung in das Industriegebiet in Kaarst-Büttgen. Zudem gab es dort eine öffentliche Tankstelle, welche seit dem Jahr 2010 außer Betrieb ist. Am Standort Düsseldorf gab es insgesamt drei eigene Mischfutterwerke; für die Bereiche Heimtierfutter, Wiederkäuerfutter sowie das übrige Programm gab es dort eigene, benachbarte Werke. Das Werk auf der zur Altstadt gewandten Seite wurde bereits inklusive des Verwaltungsgebäudes stillgelegt. Weitere Werke gab es in Riesa, Deggendorf, Mannheim und Bamberg. In Riesa wurde im Mai 2011 ein Getreidesilo mit einer Kapazität von 40000 Tonnen Getreide an Archer Daniels Midland (ADM) verkauft.
Im August 2011 wurde bekannt, dass der Standort Mannheim ab diesem Zeitpunkt durch das belgische Unternehmen Aveve geleitet wird. Das Futter wurde zuerst weiterhin unter den Markennamen Muskator und Ovator verkauft. 2021 besteht die mifuma Mischfutterwerke Mannheim GmbH, zu dieser gehört auch Hafner-Futter in Ichenhausen.

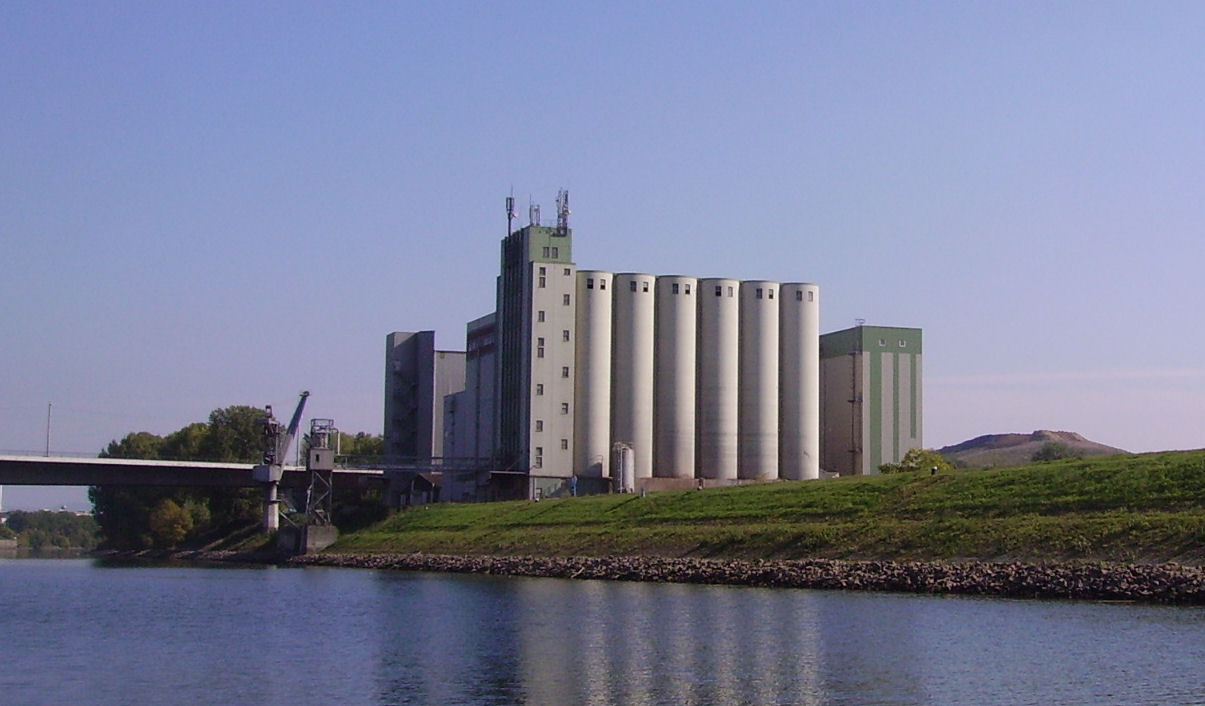
Werk Mannheim auf der Friesenheimer Insel

Die Produktionsstandorte Riesa, Bamberg und Deggendorf wurden an die HaGe Kiel veräußert.